# الثمن (كوكبة)
الثمن (بالإنجليزية: The Octant)‏؛ وتدعى باللاتينية: Octans.

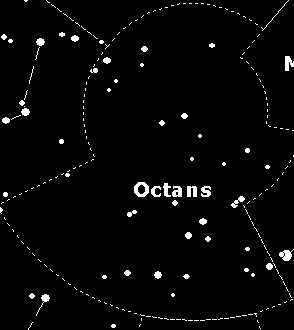
الصورة تمثل المجموعة النجمية: الثمن.

برج الثمن هو من أبراج النصف الجنوبي للكرة الأرضية.، وكان هذا البرج يستخدم كأداة ملاحية قديمة تستعمل لتحديد ارتفاع نجم معين وخط عرضه على الأرض.
كان اختيار اسم هذا البرج هاماً لكونه يستعمل في قياس موقع وأوقات النجم القطبي في الأزمنة القديمة في السنوات الأولى للملاحة الفلكية؛ ثم استبدل فيما بعد ببرج السدس.
من أهم التجمعات النجمية في برج الثمن: Mel 227.
وأما أهم نجوم البرج فهو سيغما الثمن ( النجم القطبي الجنوبي) رغم ضعف ضوئه.